# جورج لاسکی
جورج لاسکی (انگلیسی: Georg Lhotsky; ۶ فوریهٔ ۱۹۳۷ – ۲۸ نوامبر ۲۰۱۶) هنرپیشه، کارگردان فیلم اهل اتریش بود.